# Anton Ljuboslavskij
Anton Andreevič Ljuboslavskij (in russo Антон Андреевич Любославский?; Irkutsk, 26 giugno 1984) è un pesista russo.

## Palmarès
| Anno | Manifestazione    | Sede     | Evento         | Risultato | Misura  | Note                  |
| ---- | ----------------- | -------- | -------------- | --------- | ------- | --------------------- |
| 2001 | Europei juniores  | Tampere  | Getto del peso | Argento   | 20,10 m |                       |
| 2002 | Mondiali juniores | Kingston | Getto del peso | 17º       | 17,77 m |                       |
| 2005 | Europei under 23  | Erfurt   | Getto del peso | Oro       | 20,44 m | Record dei campionati |
| 2005 | Universiadi       | Smirne   | Getto del peso | Bronzo    | 19,40 m |                       |
| 2006 | Mondiali indoor   | Mosca    | Getto del peso | 8º        | 19,93 m |                       |
| 2006 | Europei           | Göteborg | Getto del peso | 9º        | 19,44 m | [ 1 ]                 |
| 2007 | Mondiali          | Osaka    | Getto del peso | 12º (q)   | 19,91 m |                       |
| 2008 | Olimpiadi         | Pechino  | Getto del peso | 19º       | 19,87 m |                       |
| 2009 | Europei indoor    | Torino   | Getto del peso | 4º        | 20,14 m |                       |

## Campionati nazionali
- 1 volta campione nazionale nel getto del peso (2007)
- 2 volte nel getto del peso indoor (2006/2007)

2006
- Oro ai campionati nazionali russi indoor, getto del peso - 20,75 m
- Bronzo ai campionati nazionali russi, getto del peso - 19,72 m

2007
- Oro ai campionati nazionali russi indoor, getto del peso - 19,65 m
- Oro ai campionati nazionali russi, getto del peso - 20,77 m

2008
- 7º ai campionati nazionali russi indoor, getto del peso - 18,82 m
- Bronzo ai campionati nazionali russi, getto del peso - 20,00 m

2009
- Argento ai campionati nazionali russi indoor, getto del peso - 19,59 m
- Bronzo ai campionati nazionali russi, getto del peso - 20,20 m

2010
- 6º ai campionati nazionali russi, getto del peso - 18,58 m

2011
- 8º ai campionati nazionali russi indoor, getto del peso - 18,91 m
- 5º ai campionati nazionali russi, getto del peso - 19,70 m

2012
- 6º ai campionati nazionali russi indoor, getto del peso - 19,49 m
- 8º ai campionati nazionali russi, getto del peso - 19,27 m

2013
- 7º ai campionati nazionali russi indoor, getto del peso - 19,20 m
- 5º ai campionati nazionali russi, getto del peso - 19,43 m

2014
- 7º ai campionati nazionali russi indoor, getto del peso - 19,20 m
- 8º ai campionati nazionali russi, getto del peso - 18,59 m